# Лас Герміонський
Лас (дав.-гр. Λάσος, VI ст. до н. е. ) — давньогрецький поет за часів династії афінських тиранів Пісітратідів.

## Життєпис
Народився у Герміона (Арголіда, Пелоппонес). Про молоді роки немає відомостей. Вже відомим поетом на запрошення тирана Гіппарха перебрався до Афін. Тут став відомим завдяки складанню дифірамбів на честь родини Пісістратідів та близьких до них афінських аристократів. Лас видозмінив культову пісню, збагатив музичні змагання на честь Діоніса. За деякими відомостями був вчителем Піндара.